# فؤاد سليم
فؤاد يوسف سليم بك (11 نوفمبر 1893 - 5 ديسمبر 1925) عسكري وثائر وكاتب لبناني - سوري. التحق بالثورة العربية الكبرى في دمشق 1917، عين رئيسا لأركان الجيش، قمع ثورة كليب الشريدة وثورة العدوان 1921، رقّي إلى رتبة أمير لاي قبل أن يسرّح ويلتحق بالثورة السورية الكبرى حيث قتل بشظيّة قذيفة، له عدّة مؤلّفات غير مطبوعة. يحترم في سوريا ومحل دفنه قرية سحيتا كـ«شهيد ضد الإستعمار الفرنسي».

## سيرته

### النشأة والتعليم
ولد فؤاد بن يوسف بن حسن بن سليمان بن حسون سليم في بعقلين في 11 تشرين الثاني 1893 وكان والده طبيب القضاء. بدأ دراسته في صيدا ثم في المدرسة الداودية ثم في مدرسة القسيس طانيوس في الشويفات ثم في الجامعة الأميركية في بيروت،‌ لكنه لم يلبث أن تركها لأسباب صحيّة، وتابع الدروس في مدرسة جرجس طعمة في المختارة فأتقن الإنجليزية ثم في الكلية العثمانية للشيخ أحمد عباس الأزهري في بيروت، ثم أصبح معلماً فيها، وبعدها معلماً في بسكنتا.

### التحاقه بالثورة العربية الكبرى
عندما قامت الثورة العربية الكبرى سنة 1917 التحق بها، فرقّی إلى رتبة ملازم ثان وألحق بالفرقة التي كان يقودها الأمير شاكر بن زيد فأصبح ساعده الأيمن، وعهد إليه بمهاجمة القوات التركية المرابطة على جسور السكة الحديدية الممتدة من معان إلى عمان فبرهن في مواقعه عن بطولة رائعة وانتقل مع فيصل الأول إلى الشام وصار من المقربين إليه، فرقّي إلى رتبة رئيس وتسلم قيادة الفوج المؤلف من سلاح الفرسان والمشاة، ثم تولى قيادة عصابات منظمة كانت تهاجم القوات الفرنسية المرابطة في بعض مناطق لبنان، فشغل مع عصاباته الجيش الفرنسي من جبل عامل حتى جبال العلويين مدة من الزمن، وقد لمع من رجاله حمد صعب، وحسيب ذبيان، وسلمان ذبيان وسعيد ملحم بشير، ونجيب حمادة، وكامل حمادة، وناصيف ذبيان وحمد الحسنية، وسلمان الحسنية، وحكم عليه الفرنسيون بالإعدام غياباً.
لما انسحب الملك فيصل الأول من سوريا كان فؤاد معه فأرسله إلى حيفا بمهمة لدی الانجلیز، ثم عهد إليه بأن يذهب إلى الأردن لتمهيد الأمر مع رؤساء العشائر والاعداد لثورة شاملة ضد الفرنسيين تشترك فيها سوريا والأردن وجبل الدروز، وتكون عمان مركزها، «الا أن الأمير عبد الله أخذ ينفذ سياسة الإنجليز خفية عن معاونيه رشيد طليع وعادل أرسلان ورفقائهما، والإنجليز كانوا ضد هذه الثورة، والأمير عبد الله كان ينطق بلسانهم.» فعين فؤاداً قائداً لكتيبة الفرسان ثم رئيساً لأركان الجيش فتولی قمع الثورة التي قام بها كليب الشريدي وثورة العدوان 1921 اللتين اثارهما الإنجليز لاضعاف هيبة الحكم بشخص الأمير عبد الله، فجاءت أعمال فؤاد باخماد هاتين الثورتين طعنة في قلب السياسة الإنجليزية، فصدر الأمر بنقل فؤاد إلى القصر وتعيينه مرافقاً للأمير، وأُعطي رتبة أميرآلاي، ثم سُرِّح مع رفقائه الوطنيين من الجيش، وبُلّغ أمر النفي من البلاد، فرفض الإذعان، فطوق الإنكليز القصر بالجيش فاضطر للسفر إلى مصر حيث أخذ ينشر المقالات.

### في الثورة السورية الكبرى
في مصر کان يهاجم السلطات الفرنسية والإنجليزية على السواء، فذهب الإنجليز إليه في مصر لحمله على الكفّ عن مهاجمتهم، رفض العروض المغرية، وصادف حينئذ أن دعي إلى الحجاز لتنظيم الجيش السعودي، وفيما هو يُعد الأهبة للسفر وقعت الثورة السورية الكبرى سنة 1925، ولم تمنحه السلطات الإنجليزية جواز سفر إلى سوريا، فعاد على ظهر جمل عن طريق سيناء، واجتاز نهر الأردن سباحة، فاجتمع في فلسطين برشيد طليع وعجاج نويهض، واستطاع أن يأخذ كميات من السلاح والعقاقير إلى الجبل، وهناك التحق بالثورة، وكان من أبطالها، وتسلّم القيادة تحت أمرة زيد الأطرش في إقليم البلان ووادي التيم، واحتل حاصبيا وراشيا وتوابعهما، فخشيت السلطات الفرنسية أن تمتد الثورة إلى لبنان، فصبتّ على الثوار جيوشها من ثلاث جهات: من الشام وبيروت وصيدا. وشعر الثوار عندما احتدم القتال في معركة مجدل شمس قرب سحينا بأن القوى غير متكافئة وقرروا الانسحاب، وبقي القائد فؤاد مع أربعة عشر مقاتلاً ليشغلوا الجيش ويفسحوا مجال الانسحاب للثوار وسكان القرى المجاورة، وبعد أن امنوا ذلك بنجاح، وفيما هم ينسحبون سقطت قذيفة أصابت شظاياها القائد فؤاد سليم إصابات قاتلة وذلك يوم سبت في 5 ديسمبر 1925 ودفن هناك في تل الأسود قرب قرية سحيتا فسمي تل فؤاد وبني له عمر آغا شمدين ضريحاً رخامياً متقناً كتب عليه لمحة عن حياته. حضر دفنه رفقائه وعلى رأسهم زيد الأطرش.